# Germán Llanes
Pas d'image ? Cliquez ici

a Compétitions nationales et continentales officielles uniquement.

b Matchs officiels uniquement.
Dernière mise à jour le 5 décembre 2013.
Germán Antonio Llanes, né le 27 mai 1968 à Cañada Seca, est un joueur argentin de rugby à XV, qui a joué avec l'équipe d'Argentine, évoluant au poste de deuxième ligne.

## Biographie
Germán Llanes joue en club avec le La Plata RC de 1986 à 1995 avant de partie en Europe où il joue successivement avec l'Amatori Milan de 1995 à 1997, Bath Rugby lors de la saison 1997-1998, avec le Stade rochelais de 1998 à 2003, le CA Bègles-Bordeaux en 2003-2004 avant de revenir avec le Stade rochelais en 2004 et enfin le Stade bordelais en 2005-2006. Il dispute son premier match avec l'équipe d'Argentine le 27 octobre 1990 contre l'Irlande.

## Statistiques en équipe nationale
- 42 sélections
- 5 points (1 essai)
- Nombre de sélections par année : 3 en 1990, 5 en 1991, 5 en 1992, 4 en 1993, 5 en 1994, 8 en 1995, 3 en 1996, 7 en 1997, 1 en 1998, 1 en 2000.
- En Coupe du monde :
  - 1991 : 2 sélections (équipe d'Australie, équipe du pays de Galles)
  - 1995 : 3 sélections (équipe de Roumanie, équipe d'Italie, équipe de France)